# Fiskal
Fiskal (Latein: fiscalis = die Staatskasse betreffend, ursprünglich: fiskus = geflochtener Korb, Geldkorb) war ein Vertreter der staatlichen Finanzverwaltung, der vor Gerichten die vermögenswerten (fiskalischen) Rechte des Kaisers oder eines Landesherrn vertrat. Die ihm unterstellte Behörde war das Fiskalat.
Das Amt des Fiskals wurde schon im römischen Recht unter Kaiser Hadrian als advocatus fisci eingesetzt, es überdauerte den Untergang des römischen Reiches. Die Aufgabe des Amtes war es, die prozessuale Vertretung in Streitigkeiten über die dem Fiskus zustehenden Einnahmen und Rechte wahrzunehmen. Im 13. Jahrhundert setzte Kaiser Friedrich II. in Sizilien schließlich procuratores fisci vel curiae ein – die Einrichtung gilt als Ursprung für das europäische Fiskalat.

## Aufgaben des Fiskals
Den Reichsfiskalen im Heiligen Römischen Reich oblag es, beim Reichskammergericht oder beim Reichshofrat als Prozessvertreter aufzutreten, wenn die Gerechtsame, Gesetze und Verfassung des Reichs verletzt wurden, beispielsweise gegen Missbrauch des Münzregals oder Störungen des Landfriedens.
Dem Fiskal sind dabei zwei Funktionen zugedacht: Er ist einerseits bevollmächtigter Prozeßvertreter; andererseits kommt ihm aber auch die Stellung eines Vorbereiters oder außerprozessualen Leiters des Rechtsstreites zu, was ihn zum
advocatus macht.
Am Reichskammergericht erhielt der Fiskal die Funktion eines Anklägers des crimen laesae majestatis. Anfänglich war der Fiskal eine einzelne Person, die mit der Wahrnehmung kaiserlicher Interessen vor dem Reichskammergericht befasst war. Grundsätzlich wurde der Fiskal in allen Belangen tätig, die eine rechtlich abwendbare Bedrohung für Kaiser und Reich darstellten.
Der Fiskal war zuständig für die Aufsicht über den Landfrieden, die Steuerpflicht sowie die Einhaltung der Ordnung im Reich. Hierzu zählten die Überwachung von Monopolen, Marktrechten und des Münzwesens. Eine weitere Aufgabe war die Durchführung von Exemptionsprozessen, d. h. es musste geklärt werden, ob ein Territorium seine Steuern direkt an den Kaiser oder einen Territorialherren zu entrichten hatte. Auch die Religionsprozesse fielen in den Aufgabenbereich des Fiskals, die Überwachung der gerichtlichen Ordnung und der Achtung vor dem Gericht sowie Strafsachen.
Aus seinen Aufgaben ergab sich auch die Stellung als öffentlicher Ankläger im Kriminalprozess. Er hieß so, weil nach dem alten System, in dem ein Verbrecher sich durch Erlegung von Bußen an den Verletzten und von Friedgeldern an den König lösen konnte, der Vertreter des königlichen Schatzes solche Straffälle als Gelegenheiten eines öffentlichen Einkommens wahrzunehmen hatte. Mit der Einführung von Staatsanwaltschaften übernahmen diese den Großteil der Aufgaben.

## Entwicklungen
Von Sizilien aus gelangte das Amt des Fiskalats durch die Herrscher aus dem Hause Anjou, welche nach dem Tod des letzten Hohenstaufers Mitte des 13. Jahrhunderts deren Nachfolge in Sizilien angetreten hatten, zunächst nach Frankreich (procureurs et advocats du roi) und über König Jakob II. von Aragon, der bis 1291 zunächst nur Herrscher von Inselsizilien war, wahrscheinlich auch nach Spanien, wo es bis zum heutigen Tage im Ministerio fiscal fortlebt.
Im Heiligen Römischen Reich Deutscher Nation wird das Amt von den Kaisern und letztlich von den Habsburgern übernommen und war einem vom Kaiser und Landesherrn bestellten Beamten vorbehalten, der in erster Linie angehalten war, die Rechte des Kaisers als Landesherr in seinen Ländern gegen die Interessen der Landstände zu wahren. In dieser Zeit wird das Amt als Fiskalat oder Kammerprokuratur bezeichnet, es ist der Kammer des Landes untergeordnet.
Anders als in den österreichischen Ländern bildet sich in den im 19. Jahrhundert nicht habsburgisch regierten Gebieten des ehemaligen Heiligen römischen Reiches deutscher Nation aus dem Fiskalamt nicht die moderne Staatsanwaltschaft heraus, vielmehr gestaltete dort das Amt des französischen ministère fisci diese Behörde.
Im 18. Jahrhundert waren in Preußen Fiskale in fast allen Bereichen der Verwaltung tätig, diese unterstanden einem Generalfiskal. Zu dessen Aufgaben gehörte auch die Revision (Rechnungskontrolle) der Judenpolitik im aufgeklärten Absolutismus unter Friedrich II.  Zwischen 1769 und 1779 monierte Generalfiskal d’Anières insgesamt 698 Konzessionen, deren Empfänger nachträgliche Abgaben im Gesamtwert von mehr als 200.000 Reichstalern leisten sollten.
Eine relativ unabhängige Stellung hatte der Fiskal der Französischen Kolonie zu Magdeburg.